# 대니 케리
대니얼 에드윈 "대니" 케리(영어: Daniel Edwin "Danny" Carey, 1961년 5월 10일 ~ )는 미국의 드러머로, 툴의 일원으로 활동하고 있다.